# Висока Сьєрра
«Висока Сьєрра» (англ. High Sierra) — американський художній фільм, знятий в 1941 році Раулем Волшем.
Драма має кілька ознак фільму-нуар, деякі автори вважають цю картину однією з найважливіших кінострічок, що займають проміжне положення між гангстерськими драмами 1930-х років і пізнішим напрямком «нуар». Роль, зіграна в цьому фільмі Гамфрі Богартом, стала його першим справжнім успіхом.

## Сюжет
Відомий грабіжник Рой Ерл виходить на свободу, несподівано отримавши помилування. Виявилося, що за нього поклопотався один з мафіозних босів, поставивши, втім, одну умову: організувати пограбування коштовностей з сейфа в курортному готелі. Ерл вирушає в призначене місце, де знайомиться з майбутніми спільниками…

## У ролях
- Айда Лупіно — Мері
- Гамфрі Богарт — Рой Ерл
- Алан Кертіс — Бейб
- Артур Кеннеді — Ред
- Джоан Леслі — Велма
- Генрі Галл — Док Бентон
- Генрі Треверс — Па
- Джером Кован — Гілі
- Мінна Гомбелл — Місіс Бомем
- Корнел Вайлд — Луї Мендоса
- Дональд Макбрайд — Біг Мак
- Віллі Бест — Алджернон
- Зеро — собака Дружко